# Leopold Płowiecki
Leopold Płowiecki (né en 1942) est un ingénieur d'origine polonaise, qui participe au développement de la neuroradiologie interventionnelle en France et au niveau international. Travaillant avec des professeurs de médecine tels que Jean-Jacques Merland, Luc Picard, Jacques Moret, Feodor Serbinenko, il participe au développement de cette nouvelle spécialité en radiologie interventionnelle, créant et adaptant des tubes plastiques de très petits diamètres et des implants aux exigences de leur implantation dans le cerveau.

## Biographie
Leopold Płowiecki étudie à la Faculté de mécanique de précision de l'Université de technologie de Varsovie, où il obtient une maîtrise en ingénierie en 1968. Après avoir obtenu son diplôme, dans les années 1968-1971, il travaille au bureau d'études de l'usine d'outils chirurgicaux de Milanówek près de Varsovie.
Après s'être installé en France en 1971, il fonde la société Balt Extrusion à Montmorency en 1977, où elle est toujours en activité.
Un an plus tard, le professeur Jean-Jacques Merland de l'hôpital Lariboisière, pionnier de la neuroradiologie interventionnelle, demande s'il est possible d'extruder un tube fin, flexible et indéchirable, pour introduire un ballon détachable dans les artères cérébrales. Plowiecki met au point une technique d'extrusion de micro-tubes, qui permet de produire des microcathéters d'une finesse jusqu'ici sans précédent et approvisionne directement l'hôpital Lariboisière.
Dans les années 1980-1990, il contribue au développement et à l'amélioration des systèmes d'insertion (micro-guides, cathéters), ainsi que des implants (ballons détachables, ressorts en platine, stents), utilisés aujourd'hui dans les hôpitaux pour des interventions dans les vaisseaux sanguins du cerveau.
Leopold Płowiecki est connu, entre autres, comme l'inventeur de Pursil (1982, alliage de plastiques et de métaux lourds visible aux rayons X pour la production de cathéters), Cristal Balloon (1985, cathéter à ballonnet pour angioplastie et valvuloplastie), Magic (1987, premier micro-cathéter pour l'embolisation des anévrismes, angiomes, fistules artérioveineuses et tumeurs cérébrales, ainsi que LEO (prothèse vasculaire intra-cérébrale).

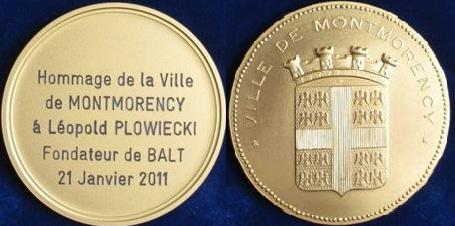

En 1980, parallèlement aux activités de Balt Extrusion, Leopold Płowiecki fonde la société Balton à Varsovie.
En 2003, Leopold Płowiecki cède la direction de sa société Balt Extrusion à son fils Mikołaj Płowiecki, qui la dirige jusqu'en 2018.
En 2009, il publie un livre - Journaux industriels "Art et compétences en neuroradiologie interventionnelle" en trois langues: français, anglais et polonais (maison d'édition Bellona à Varsovie) .
En 2011, il reçoit la médaille d'or de la ville de Montmorency, remise par le maire de la ville, François Detton. La même année, Leopold Płowiecki est inscrit dans le Livre d'or des diplômés de l'Université de technologie de Varsovie  .